# Moniliose des arbres fruitiers
La moniliose des arbres fruitiers (ou mycose des arbres fruitiers à noyau, pourriture brune des arbres fruitiers, brûlure des rameaux des arbres fruitiers) est une maladie fongique qui affecte les arbres fruitiers de la famille des Rosaceae. Cette moniliose est due à plusieurs espèces de champignons phytopathogènes du genre Monilinia, principalement Monilinia fructicola, Monilinia fructigena et Monilinia laxa.
Cette maladie se traduit par des symptômes de dessèchement des boutons floraux et des jeunes pousses, de chancres sur les rameaux et de pourriture brune des fruits. 
Les dégâts touchent tant les arbres et les fruits dans les vergers, que les fruits en phase de transport et de conservation, causant des pertes économiques significatives en arboriculture fruitière.
Les agents pathogènes concernés sont présents dans tous les continents, mais n'ont pas tous la même distribution. Ainsi Monilinia fructigena, d'origine européenne, est absent des Amériques, tandis que Monilinia fructicola, originaire d'Amérique, s'est répandu récemment (depuis 2001) en Europe.

## Plantes hôtes
Cette maladie touche essentiellement les arbres fruitiers à noyaux (pêchers, cerisiers, pruniers, amandiers, etc.) mais peut aussi quelquefois toucher les pommiers et poiriers.
Les deux espèces de champignons, Monilinia fructicola et Monilinia laxa touchent principalement les fruits à noyau (sous-famille des Amygdaloideae, tandis que Monilinia fructigena affecte principalement les fruits à pépins (sous-famille des Maloideae).

## Symptômes
La maladie peut se présenter sous des aspects différents :
Au printemps, l'attaque peut se faire au niveau de la fleur et occasionner des brûlures ou dessèchements des bouquets floraux.
À maturité ou près de la maturité, sur l'arbre ou durant le stockage, le champignon peut pénétrer dans le fruit et provoquer des pourrissements.
Sur rameau le champignon qui a détruit la fleur ou le fruit peut provoquer des chancres.
Ces symptômes sont très similaires quel que soit l'agent pathogène en cause et il est, en pratique, impossible de les distinguer sans faire une étude microscopique. Tous ces champignons attaquent les arbres du genre Prunus, mais Monilinia fructicola est plus fréquente sur les pêchers et nectariniers, alors que Monilinia laxa préfère les abricotiers et amandiers, et Monilinia fructigena se rencontre de façon plus caractéristique sur pommiers et poiriers.

## Distribution
La maladie a une aire de répartition quasi-cosmopolite, mais les trois agents pathogènes impliqués n'ont pas la même distribution.
Au début du XXe siècle, les espèces Monilinia frutigena et Monilinia laxa n'étaient présentes que dans l'ancien monde (Europe et Extrême-Orient), tandis que Monilinia fructicola n'était connue que dans le Nouveau Monde (Amérique du Nord, Australie).
Par la suite la situation a évolué, les différentes espèces de champignons étendant leur aire de répartition à la faveur des échanges commerciaux, malgré les mesures de quarantaine..
Ainsi aux États-Unis, Monilinia laxa était signalée sur la côte occidentale dans l'Oregon en 1915, avant de s'étendre sur toute la côte du Pacifique, puis vers l'est jusqu'à atteindre l'État de New York en 1963.
Monilinia frutigena a été signalée sur des poiriers dans le Maryland en 1979, mais a pu être éradiquée par la destruction totale du verger et n'a plus réapparu depuis lors.
En Australie, seule Monilinia fructicola était présente jusqu'en 1962, puis Monilinia laxa a été signalée dans l'État de Victoria et en Nouvelle-Galles du Sud. Cette espèce est également présente en Nouvelle-Zélande depuis 1970.
Monilinia fructicola est apparue pour la première fois au Japon en 1965 et s'y est établie. Le Japon était considéré jusqu'en 2000 comme le seul pays où les trois espèces coexistaient. Toutefois, le signalement de Monilinia fructigena au Japon a depuis été reconnu erroné et réattribué à l'espèce voisine, Monilia polystroma.
En Europe, Monilinia fructicola a été interceptée dans des ports d'entrée à plusieurs reprises depuis les années 1950, sans pouvoir s'y établir. Cependant, l'espèce est signalée en France dans la vallée du Rhône en 2001, puis sa présence est repérée en Autriche (d'où elle est éradiquée en 2006 de deux pépinières où elle avait été signalée en 2002 et 2003), en Espagne (2006) et en Tchéquie (2007), puis dans un verger d'abricotiers du Valais (Suisse).